# Banque populaire suisse
Pour les articles homonymes, voir BPS et Banque populaire (homonymie).
La Banque populaire suisse (BPS) est une banque suisse fondée en 1869.

## Description
Elle fut longtemps la quatrième banque de Suisse après l’Union de banques suisses, le Crédit suisse et la Société de banque suisse. 
Elle a été rachetée par le Crédit suisse en 1990.
Classé monument historique en 1907, l’imposant bâtiment de Berne où se trouvait son siège est l'œuvre des architectes Maurette et Henchoz.